# Contee della Nuova Scozia
Le contee della Nuova Scozia sono 18 e hanno funzione statistica.

## Lista
| Contea                 | Capoluogo       |
| ---------------------- | --------------- |
| Contea di Annapolis    | Annapolis Royal |
| Contea di Antigonish   | Antigonish      |
| Contea di Capo Bretone | Sydney          |
| Contea di Colchester   | Truro           |
| Contea di Cumberland   | Amherst         |
| Contea di Digby        | Digby           |
| Contea di Guysborough  | Guysborough     |
| Contea di Halifax      | Halifax         |
| Contea di Hants        | Windsor         |
| Contea di Inverness    | Port Hood       |
| Contea di Kings        | Kentville       |
| Contea di Lunenburg    | Lunenburg       |
| Contea di Pictou       | Pictou          |
| Contea di Queens       | Liverpool       |
| Contea di Richmond     | Arichat         |
| Contea di Shelburne    | Shelburne       |
| Contea di Victoria     | Baddeck         |
| Contea di Yarmouth     | Yarmouth        |